# Orvosi diagnózis

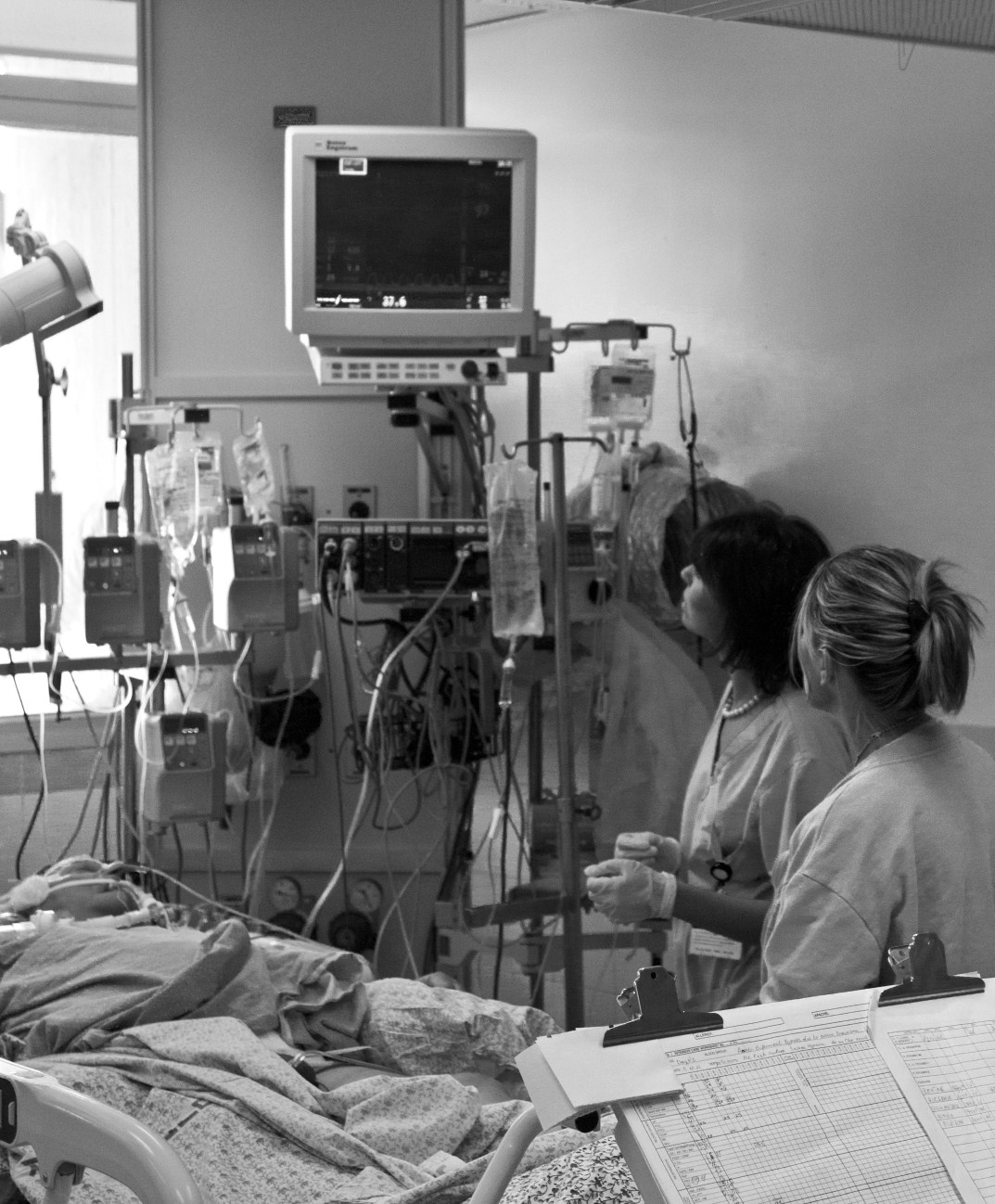
Orvosi diagnózis

A diagnózis az orvos, vagy ilyen joggal rendelkező intézmény által kiadott egészségügyi‑jogi érvényű felelős nyilatkozat a páciens egészségi állapotáról. Rövidített jele a dg. Az orvosi diagnózist vizsgálat előzi meg. Ennek eredményeként, a hivatalos betegségek listájából, a nemzetközi nevén is elfogadott formában nevezi meg a betegséget. A diagnózis kialakítását megelőző vizsgálat során a kórelőzményeket, tüneteket és az esetlegesen házilag alkalmazott módszereket és reakciókat is rögzítik. Az orvos a kórelőzmények és tünetek figyelembevételével eldönti, hogy milyen további vizsgálatokra van szükség. A betegség diagnosztizálása az orvosi hierarchiában évszázadok alatt kialakult rendszerben történik. Az orvos csak a saját szakmai kompetenciájához tartozó betegséget állapíthatja meg. A betegségek azonosítására a „Betegségek nemzetközi osztályozása” (BNO) elnevezéssel 1993. január 1-jétől egy speciális azonosító rendszert vezettek be. A diagnózisnak tartalmaznia kell ezt az azonosítót. Amennyiben a diagnózis felállításához az alapvizsgálatok eredményeként nem szűkíthető egyetlen betegségre a vizsgálat eredménye, differenciáldiagnózisra van szükség.

## Jelentése
Görög eredetű összetett szó. A részek jelentése „átfogó ismeret”, orvosi értelemben a fordítása „kórisme”. Említik a szó fordítási értelmeként a „megkülönböztető ítélet” kifejezést, amely a differenciáldiagnózis asszociációja miatt a gyakorlatban a diagnózis értelmezésére ritkábban használatos.

## Jogi információk
A rögzített orvosi diagnózist többek között az 1997. évi CLIV. törvény Dokumentációs kötelezettségről szóló 136. § (1)/e) bekezdése írja elő. Az diagnózist készítő orvos a nyilvántartásban az ötjegyű orvosi pecsétszáma alapján azonosítható. A pecsétszámon a végén szereplő toldalékszám csak a pecsét esetleges másodpéldányának azonosítására szolgál. Az orvosi diagnózis tartalma a páciens felé tájékoztatási kötelezettséggel, más személyek felé pedig titoktartási kötelezettséggel terhelt.

## A kórelőzmény (anamnézis)
A beteg kivizsgálását legegyszerűbb az ún. anamnézis felvételével kezdeni. Ez alatt értjük a beteg személyes kikérdezését, amelynek kapcsán beszámol jelen panaszairól, korábbi betegségeiről, a családjában előfordult öröklött betegségekről, folyamatban lévő gyógyszeres kezelésről, gyógyszerérzékenységről, szociális helyzetéről.

## Objektív tünetek
Azokat a tüneteket, amelyeket a betegen kívül más is észlel, objektíveknek nevezzük. Pl. duzzanat, nehézlégzés.

## Szubjektív tünetek
Minden olyan tünetet, amelyet más személy nem észlel, de a beteg tapasztal, szubjektívnek neveznek. Pl. fájdalom, hányinger, félelem.

## Az ápolási anamnézis
Az ápolási anamnézis többnyire az alkalmazott terápia elvárható eredményeinek elmaradása esetén kerül rögzítésre. Ebben az esetben szóba kerülhet a páciens rezisztenciája, az előírt ellenjavallatok betartása, a diagnózis vagy a differenciáldiagnózis revíziója.
Az ápolási anamnézis rögzítése arra is irányulhat, hogy az ápoló intézmény a betegről és családjáról olyan adatokat tudjon meg, amelyek alapján meg tudja tervezni az ápolást, és meg tudja határozni az ápolási segítség mennyiségét és típusát, amelyre a betegnek szüksége lesz.